# Heteronyx excisus
Heteronyx excisus är en skalbaggsart som beskrevs av Blackburn 1890. Heteronyx excisus ingår i släktet Heteronyx och familjen Melolonthidae. Inga underarter finns listade i Catalogue of Life.